# Хуан Рамон Хіменес
Хуа́н Рамо́н Хіме́нес (ісп. Juan Ramón Jiménez), 23 грудня 1881, Могер, Іспанія — 29 травня 1958, Сантурсе, Пуерто-Рико) — іспанський поет. Лауреат Нобелівської премії з літератури 1956 року за «ліричну поезію, зразок високого духу і художньої чистоти в іспанській поезії».

## Біографія
Хіменес народився в Могері (Андалузія) у сім'ї багатого виноторговця. Він здобув освіту в університеті в Севільї. У 1898 р. відвідав Мадрид, де познайомився з Рубеном Даріо. У 1902—1903 роках Хіменес побував у Парижі та Швейцарії і розширив свої уявлення про французьку модерну поезію. На формуванні психологічного образу Хіменеса позначилася важка нервова хвороба, яка змушувала його періодично лікуватися в санаторіях Франції й Іспанії. 1916 року поет одружився із перекладачкою Рабіндраната Тагора Зенобією Кампрубі, котра стала його другом і помічницею на все життя.
Хіменес був дуже плідним автором і майже щороку видавав нову поетичну збірку. Він спробував систематизувати і надати якоїсь єдності своїм віршам: у 1917 р. видав «Першу поетичну антологію», у 1922 — другу, у 1953 р. — третю. З початком громадянської війни поет, як він сам зізнався, у «пошуках тиші» покинув батьківщину. Проте 1936 року він офіційно заявив, що належить до республіканського табору і не повернеться у франкістську Іспанію. Він мешкав на Кубі, у США, Пуерто-Рико. 1956 року Хіменес отримав Нобелівську премію «за ліричну поезію — взірець щонайвищої духовної сили та художньої досконалості в іспанській літературі», а через три дні від раку померла його дружина. Поета знову охопила депресія, і незабаром він помер у тій самій клініці, що і його дружина. 6 червня 1958 р. тіла Хіменеса і Зенобії перевезли в Іспанію і поховали на кладовищі Ісуса в Могері.

## Значення творчості та авторський почерк
Головним і єдиним змістом життя Хіменеса була поезія, центральна тема якої — пошуки та захист краси. У нього не було суспільного темпераменту, як, приміром, у А. Мачадо, проте Хіменес був людиною високої чесності і шляхетності.
Якось Хіменес таким чином висловився про себе: «Я створюю свій світ всередині себе». Він назвав і витоки власної творчості. X. говорив про значення для нього «вічної» іспанської поезії — романсеро, творчого спадку Л. де Гонґори-і-Арґоте, Ґ. А. Беккера. Другим джерелом творчості була для нього модерністська поезія — Р. Даріо, французькі й іспанські модерністи. Але, звичайно, у процесі свого творчого розвитку він подолав ці впливи і віднайшов власну манеру. У цьому розвитку Хіменес пройшов два етапи. Перший — приблизно до 1915 р. Найяскравіші збірки цього періоду: «Пасторалі» («Pastorales», 1903—1905), «Далекі сади» («Jardines lejanos», 1904), «Весняні балади» (1907), «Дзвінка самота» («Lasoledadsonora», 1911).

Хіменес відштовхується від прози життя, він шукає красу у природі, коханні та смерті. Його сприйняття світу тонке, суб'єктивне, іноді дещо дивне і вигадливе. Із художньої точки зору у його віршах домінує музика та колір. 
Саме музика вносить у його поезію ноту меланхолії. Не меншу роль відіграє у поезії Хіменеса колір, який він трактує у дусі живопису імпресіоністів: Сходяться квіти з квітками
І злинають, наче птахи.
Не вмирають!
(А злинають, наче птахи).
Пориваються знестями
Під хмаринням з блискавками.
Не вмирають!
(Під хмаринням з блискавками).
(«Квіти у грозу», пер. М. Литвинця)

## Періодизація творчості
До першого періоду творчості поета належить також його прозовий твір «Платеро і я» («Platero у уо», 1907—1916), у якому він зображує своє життя у рідному Могері. Платеро (з ісп. — «срібний») — ім'я віслючка, на якому мандрує поет і який є його другом і своєрідним побратимом. Книга має підзаголовок «Андалузька елегія». Поет ідеалізує патріархальне сільське життя, яке він протиставляє жорстокості цивілізації. Симпатії поета викликають тварини, у яких він бачить утілення беззахисності та природності, а також люди, котрим чужі егоїзм і черствість. Він знаходить їх поміж причинних і вбогих (друг його — хвора дівчинка).
Новий період творчості розпочинається, умовно кажучи, зі збірки «Щоденник щойно одруженого поета» («Diario de un poeta recien casado», 1916). На цей час припадає поява таких яскравих збірок, як «Вічність» («Eternidades», 1917), «Краса» («Belleza», 1917), «Єдність» («Unidad», 1925) і «Пісня» («Сапсіоп», 1935). Сам Хіменес заперечував надто різке протиставлення нового і старого періодів: «Не щось нове, а відхід від старого, а глибше очищення того самого». Це очищення полягало у звільненні від чуттєвого, реального, матеріального, від кольорів і метафор, у створенні більш духовного, абстрагованого та неприкрашеного вірша. І в цей період поета хвилює тема смерті, самотності, єднання людини із природою, проте його манера змінюється. Колір і музика, що були найяскравішими ознаками його ранньої творчості, «розмилися» і потихшали: Болюча гілка із осіннім листом —
Обернена на сонці в самоцвіт.
А хмари вкрадуть сонце, й смуток віт
Стає убогим, пилявим, нечистим.
Все, що було прекрасно-урочистим, Увесь галузки золотої міт, У понадземний забирає світ
Година хмарна повівом імлистим.
Тож, серце, й ти — гніздо сухе і марне…
(«Золота галузка», пер І. Качуровського)

## Твори

### Прижиттєві видання
- Almas de violeta, 1900
- Ninfeas, 1900
- Rimas, 1902
- Arias tristes, 1903
- Jardines lejanos, 1904
- Elejias puras, 1908
- Elejias intermedias, 1909
- Las hojas verdes, 1909
- Elejias lamentables, 1910
- Baladas de primavera, 1910
- La soledad sonora, 1911
- Pastorales, 1911
- Poemas majicos y dolientes, 1911
- Melancolía, 1912
- Laberinto, 1913
- Platero y yo, (Edición reducida)1914
- Estio, 1916
- Sonetos espirituales, 1917
- Diario de un poeta recién casado, 1917
- Platero y yo, (edición completa) 1917
- Eternidades, 1918
- Piedra y cielo, 1919
- Segunda antolojia poética, 1922
- Poesía, 1923
- Belleza, 1923
- Cancìon, 1935
- Voces de mi copla, 1945
- La estación total, 1946
- Romances de Coral Gables, 1948
- Animal de fondo, 1949

### Посмертні видання
- Cuadernos, F. Garfias, Madrid, Taurus, 1960
- Diario de un poeta recién casado, A. Sánchez Barbudo, Barcelona, Labor, 1970
- Animal de fondo, A. Crespo, Madrid, Taurus, 1981
- Antología en prosa, A. Crespo, Madrid, Taurus, 1981
- Arias tristes, A. de Albornoz, Madrid, Taurus, 1981
- Poesía. Edición del Centenario, 20 vol., Madrid, Taurus, 1982
- Elegías, F. Garfias, Madrid, Taurus, 1982
- Espacio, A. de Albornoz, Madrid, Taurus, 1982
- Eternidades, V. García de la Concha, Madrid, Taurus, 1982
- La realidad invisible, A. Sánchez Romeralo, Londra, Taurus, 1983
- Antología poética, A. Crespo, Barcelona, Seix Barral, 1985
- Guerra de España, A. Crespo, Barcelona, Seix Barral, 1985
- Selección de poemas, G. Azam, Madrid, Castalia, 1987
- Ideología, A. Sánchez Romeralo, Barcelona, Anthropos, 1990
- Platero y yo,M. P. Predmore, Madrid, Espasa-Calpe, 1992
- Cartas. Antología, F. Garfias, Madrid, Espasa-Calpe, 1992
- Antología poética, J. Blasco, Madrid, Catedra, 1993
- Segunda antología poética (1998—1918), J. Urrutia, Madrid, Espasa-Calpe, 1993
- Libros de Madrid, AS. Robayna, JLL. Bretones, F. Utrera, Madrid, HMR, 2001
- Dios deseado y deseante (Animal de fondo), J. Llansó, Madrid, Akal, 2009

## Українські переклади
Українською Хуана Рамона Хіменеса перекладали Ігор Качуровський, Богдан Бойчук, Юрій Ананко, Марія Ровна, П. Марусик, В. Бургардт, М. Литвинець, та ін.
Див. Антологія зарубіжної поезії другої половини XIX — ХХ сторіччя (укладач Д. С. Наливайко).— К.: «Навчальна книга», 2002.
У 2017 році у видавництві «Дискурсус» вийшла книга «Платеро і Я» Хуана Рамона Хіменеса в перекладі Юрія Ананка. Перед тим цей же твір виходив у перекладі Богдана Бойчука у видавництві «На горі» та в часописі "Сучасність" (1968).